# Mombasius frontalis
Mombasius frontalis är en skalbaggsart som beskrevs av Bates 1879. Mombasius frontalis ingår i släktet Mombasius och familjen långhorningar.
Artens utbredningsområde är Kenya. Inga underarter finns listade i Catalogue of Life.